# Jocelyn Hattab
Jocelyn Hattab, noto semplicemente come Jocelyn (Tunisi, 5 dicembre 1945), è un regista, autore televisivo, conduttore televisivo e disc jockey francese di origine tunisina.

## Biografia

Jocelyn con Jinny Steffan alla conduzione del programma Italia mia, 1985

Nato e cresciuto in Tunisia in una famiglia di religione ebraica, nel 1956 Jocelyn si trasferì con la famiglia in Francia, dove studiò al Conservatoire national supérieur d'art dramatique di Parigi. In seguito ha acquisito la cittadinanza francese. Dopo aver svolto alcuni lavori minori nel mondo teatrale, verso la metà degli anni sessanta iniziò ad intraprendere sia la carriera cinematografica (interpreta un piccolo ruolo nel film La notte dei generali) sia quella televisiva, assumendo l'incarico di assistente di produzione della prima edizione francese di Giochi senza frontiere. In seguito Jocelyn incontrò Michel Fugain, con cui creò il gruppo musicale Michel Fugain et le Big Bazar, grazie alla quale esordì nel 1974 su Telemontecarlo. Da allora scelse definitivamente di lavorare per la televisione, iniziando a dirigere, a produrre e a condurre trasmissioni per l'emittente del Principato di Monaco, in particolare Un peu d'amour, d'amitié et beaucoup de musique, un programma musicale di cui fu al tempo stesso regista, produttore e vee-jay (il primo in assoluto nella storia della tv), che ben presto riscosse un notevole successo. Dal 1977, insieme a Lea Pericoli, presentò Paroliamo, una delle trasmissioni televisive di maggiore successo. Jocelyn venne poi contattato dalla Rai, che notò le sue qualità artistiche e nel 1980 lo pose alla conduzione del programma musicale Discoring per due edizioni.
Negli anni successivi Jocelyn passò a condurre (sempre per la Rai) numerose trasmissioni televisive, spesso da lui ideate, tra cui si ricordano: Caccia al tesoro, Italia mia, Tutto si compra o... quasi all'interno di Tandem, Il milionario, Conto su di te!, Il sicario mentre su Junior Tv nel 1987 il "Baby show".
Successivamente passa per un breve periodo alla Fininvest dove conduce per Italia 1 Caccia all'uomo e per Canale 5 il programma estivo Cos'è cos'è, con collegamenti esterni presentati da Antonella Elia, e che segna l'esordio su quella emittente della diretta.
Nel numero 1715 di Topolino del 9 ottobre 1988 venne pubblicata la storia Paperino, il milionario, parodia disneyana della trasmissione televisiva Il milionario di Jocelyn (il cui nome fu modificato ironicamente in Giuggiolyn).
Nel 1992 dagli studi del centro di produzione Rai di Napoli, condusse assieme a Toto Cutugno e ad Alba Parietti l'edizione 1992-1993 di Domenica in e successivamente Il grande gioco dell'oca, Se io fossi... Sherlock Holmes e Vita da cani.
In seguito si trasferì nuovamente su Telemontecarlo conducendovi una nuova edizione di Se io fossi... Sherlock Holmes e lanciando la trasmissione Il grande gioco del mercante in fiera.
Dal 1998 al 2001 Jocelyn ritornò nella TV di Stato italiana, curando la regia del pre-serale di Rai 1 In bocca al lupo!, condotto da Carlo Conti, mentre nel 1999 creò e diresse il programma serale estivo di Rai 1 Sette per uno.
Nel 2001 fece parte nuovamente del cast di Domenica in (che solo per l'edizione 2001-2002 aveva cambiato il titolo in Dom&nika In), stavolta non come conduttore, ma come regista, intervenendo a tratti durante la trasmissione.
Nel 2004 ideò, diresse e condusse su Rai 2 un innovativo quiz basato sulla battaglia navale, Il duello.
Nel 2007 curò invece la regia del musical Il conte di Montecristo.
Nel 2012 curò la regia dell'opera Apocalisse, di Francesco Marchetti e Silvia Pantano.
Dal 2010 al 2015 fu il regista di Reazione a catena - L'intesa vincente programma estivo di Rai 1 e di TV Mania su Rai 2.
A quattro mani con Alessandra Chianese Hattab, realizzò la regia e l'adattamento dello spettacolo teatrale Xanax, ambientato nel periodo post-covid, di Angelo Longoni, che andò in scena nel 2021 e nel 2022.
Nel 2021 il cortometraggio Prozac, scritto e diretto con Alessandra Chianese Hattab, venne selezionato per il festival Vertical Movie.
Da settembre 2022, con la moglie Alessandra, conduce una nuova trasmissione su RTL 102.5 BEST, radiovisione del gruppo RTL 102.5.
Dal 2024, sempre in coppia con Alessandra Hattab, Jocelyn ha creato un podcast che si inspira alla sua prima transmission su TMC Un po' d'Amore, d'Amicizia e tanta Musica  dove cantanti e artisti vengono intervistati dalla coppia Hattab su musica, televisione ed eventi. Nel 2025 è stata realizzata la seconda stagione del podcast.

### Vita privata

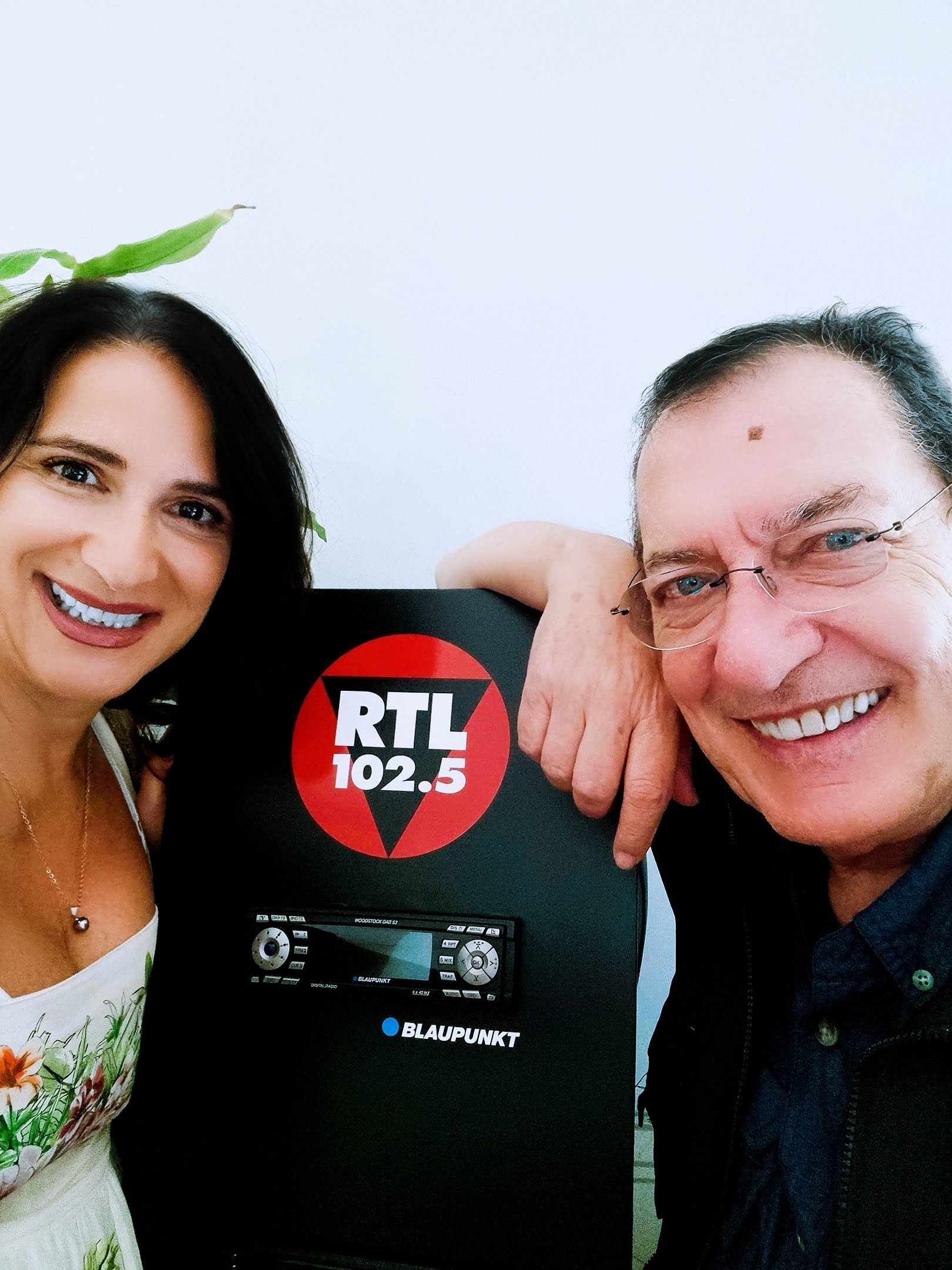
Jocelyn e Alessandra Hattab presso gli studi di RTL 102.5

Si era sposato giovane e, prima di iniziare la sua carriera con Michel Fugain, era nato il figlio Franck. Successivamente si sposò con Sophie Cauvigny, con cui condusse Un peu d'amour, d'amitié et beaucoup de musique dal 1974 al 1980 sull'emittente monegasca Telemontecarlo; dal suo secondo matrimonio nacque la figlia Ninon.
Per un periodo convisse con Maria Vittoria Randaccio, che definirà la relazione come l'amore per uno straniero che ha generato secoli bui; forse è per questo che, nonostante la Randaccio vivesse a Roma, Jocelyn anche in quel periodo conservò casa e residenza a Montecarlo.
Nel 2018 iniziò il sodalizio con la giornalista, scrittrice e ricercatrice Alessandra Chianese, conosciuta ai tempi di Discoring. Nel 2019 si sposarono a Monte Carlo, dove vivono e lavorano. Con la moglie, oltre a condurre un programma in radio e condividere le regie teatrali e di cortometraggi, scrive nuovi format e modernizza alcune trasmissioni di qualche anno fa per proporne la commercializzazione. Tra i format più famosi con la firma Jocelyn & Alessandra Hattab, c'è Il grande gioco dell'oca, nella versione spagnola El Gran Juego de la Oca, di cui è stato realizzato un remake per la televisione argentina e, sempre con la doppia firma, è stato prodotto il remake in Uruguay. Nel 2024 hanno iniziato la produzione e realizzazione del podcast Un po' d'amore, d'amicizia e tanta musica.

## Procedimenti giudiziari
Il 7 luglio 1996, alle ore 23, Michele Cipressi stava percorrendo la statale Aurelia con la sua auto (una Renault Clio), arrivò a Campeggi (frazione di Orbetello), quando una cavalla gli venne addosso. L'animale morì subito, mentre Michele Cipressi morì due giorni dopo. I tecnici dell'Anas, grazie alle tracce degli zoccoli, risalirono alla proprietà del conte Vittorio Randaccio, a breve distanza dal luogo dell'incidente. La figlia del conte, Maria Vittoria, all'epoca era convivente di Jocelyn. Nonostante la tenuta fosse di proprietà del conte Randaccio, e fosse stata richiesta dalla polstrada di Orbetello l'archiviazione per mancanza di elementi, Jocelyn venne ritenuto “possessore o detentore” della cavalla, e rinviato a giudizio a luglio del 1998. Nel 2009 venne dichiarato definitivamente estraneo ai fatti dalla Corte di Cassazione.

## Discografia

### Album
- 1977 – Un Peu D'Amour, D'Amitié...Et Beaucoup De Musique! (Baby Records, LPX 28)

### Singoli
- 1976 – Pyjama/ Pyjama (Philips, 6061 957; pubblicato solo in Francia)
- 1976 – Virgola/Cantate Virgola (Baby Records, BR 0016)
- 1976 – Tabouré/Uh ah (Baby Records, BR 0018)
- 1977 – Prendi un fiorellino/Cantate il fiorellino (Baby Records, BR 028)
- 1978 – Apri quella gabbia/Più tutto va meno va (Baby Records, BR 054)
- 1978 – Luna park/Dimmi dimmi come mai a far l'amore non si sbaglia mai (Baby Records, BR 073)
- 1979 – Bibbidi bobbidi bu/La tonkinese (Baby Records, BR 094)
- 1979 – Bobby robot/Rino Rino (Baby Records, BR 50203)
- 1980 – Ti voglio amare/Oh my nana (Baby Records, BR 50219)
- 1982 – Kazoo Kazoo/Kazoo Kazoo (strumentale) (Baby Records, BR 50270) (come Joce & The Kazoo Band)
- 1982 – Kazoo Kazoo/Canta e suona anche Tu il Kazoo Kazoo (Baby Records, BR 50273)
- 1983 – Un'avventura/Un'avventura (strumentale) (Baby Records, BR 50290)

## Programmi televisivi
- Un peu d'amour, d'amitié et beaucoup de musique (Telemontecarlo, 1974-1980, anche regista ed autore)
- Paroliamo (Telemontecarlo, 1977-1978)
- Discoring (Rete 1, 1980-1982)
- Saint-Vincent Estate (Rai 1, 1983-1984)
- Caccia al tesoro (Rai 1, 1983-1984, anche autore della prima edizione francese)
- Gli affari sono affari (Telemontecarlo, 1984)
- C'est la vie (La Cinq, 1985)
- Italia mia (Rai 1, 1985)
- Tutto si compra... o quasi (Rai 1, 1986)
- Il milionario (Rai 2, 1987-1988, anche regista ed autore)
- Baby Show (Junior TV, 1987)
- Conto su di te! (Rai 2, 1988-1989, anche autore)
- Il sicario (Rai 2, 1989, regista ed autore)
- Caccia all'uomo (Italia 1, 1990, anche regista ed autore)
- Cos'è cos'è (Canale 5, 1991, anche autore)
- Domenica in (Rai 1, 1992-1993)
- Il grande gioco dell'oca (Rai 2, 1993-1994, solo regista ed autore)
- Se io fossi... Sherlock Holmes (Rai 2, 1993, successivamente riproposto su Telemontecarlo nel 1996, anche regista ed autore)
- Vita da cani (Rai 2, 1995, anche regista ed autore)
- La noche de los castillos (TVE, 1996, anche regista ed autore)
- Trenta ore per la vita (Reti Mediaset, 1996-1997) (inviato)
- Il grande gioco del mercante in fiera (Telemontecarlo, 1996, anche regista ed autore)
- El nuevo juego de la oca (Telecinco, 1998, anche regista ed autore)
- In bocca al lupo! (Rai 1, 1998-2000, solo regista ed autore)
- In bocca al lupo 1999 (Rai 1, 1999, solo regista ed autore)
- In bocca ai lupi (Rai 1, 1999, solo regista ed autore)
- Caccia al lupo (Rai 1, 1999, anche regista ed autore)
- In bocca al lupo - l'oroscopo (Rai 1, 1999, anche regista ed autore)
- 2000 in bocca al lupo (Rai 1, 1999, anche regista ed autore)
- Giochi senza frontiere (Rai 1, 1999, consulente generale)
- Sette per uno (Rai 1, 1999-2001, solo regista ed autore)
- Piazza la domanda (Rai 1, 2001, solo regista ed autore)
- Dom&Nika In (Rai 1, 2001-2002, solo regista ed autore)
- Il duello (Rai 2, 2004, anche regista ed autore)
- TV Mania (Rai 2, 2010, anche regista ed autore)
- Reazione a catena - L'intesa vincente (Rai 1, 2010-2015, solo regista)
- Me lo dicono tutti! (Rai 1, 2011-2012)

### Regie teatrali
- Il conte di Montecristo (2007)
- L'Apocalisse: l'Opera (2012)
- Xanax (2021-2022 con Alessandra Hattab)[23]